# Alta (Norsko)
Alta (severosámsky Álaheadju či Áltá, finsky Alattio či Alta) je město za severním polárním kruhem nacházející se v severním Norsku ve správní oblasti Finnmark. Žije tu přibližně 17 440 obyvatel (2004). Rozkládá se na ploše 3 845 km² a táhne se okolo Altafjordu. Město se v současnosti velmi rychle rozrůstá a stává se důležitým centrem v oblasti. Město je třetím nejsevernějším městem v Norsku. V jeho blízkosti se nachází také druhé nejsevernější norské město Hammerfest.

## Název
Alta pravděpodobně získala svůj název podle Altafjordu, na jehož březích leží. Do roku 1918 zněl oficiální název obce Alten.

## Geografie a podnebí
Alta leží daleko za polárním kruhem; je to nejsevernější město světa nad 10 000 obyvatel. Navzdory tomu zde vládne výtečné podnebí díky oteplujícímu vlivu Golfského proudu a chráněné poloze Altafjordu, což umožňuje zemědělské využití údolí. Srážky jsou zde mnohem nižší (420 mm) než v Hammerfestu a obloha je často jasná, což z Alty dělá ideální místo pro pozorování severní polární záře.

## Historie

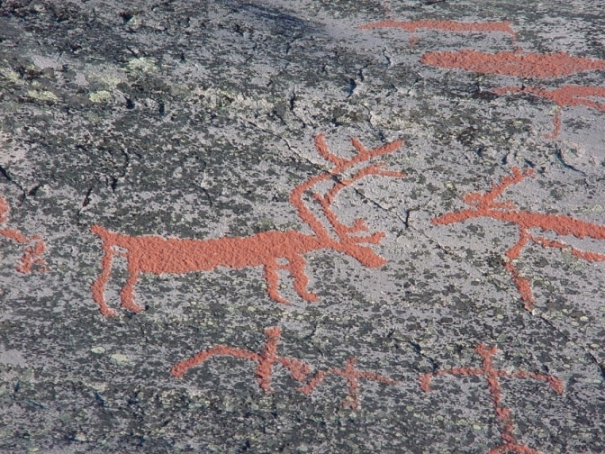
Kamenné malby staré až 6 200 let

Oblast dnešní Alty byla osídlena již minimálně 4 200 let př. n. l., jak dokazují archeologické nálezy nástěnných maleb uchovaných na kamenech v jihozápadní části města, pocházející z let 4 200 – 500 př. n. l., které jsou dnes pod názvem Skalní rytiny v Altě zařazeny na seznam Světového dědictví UNESCO.
Město bylo za druhé světové války zcela vypáleno Němci a jeho obyvatele deportováni na jih země. Malá část jich neuposlechla rozkaz a zůstala v oblasti. Tito lidé donuceni okolnostmi přežívali ve vlastnoručně vykopaných dírách v zemi. Během války se poblíž Alty vyskytovala německá válečná loď Tirpitz, která využívala Altafjord jako bezpečný přístav. Během speciální operace byla loď poškozena a následně při pokusu o útěk potopena.
Městem protéká řeka Altaelva známá jako jedna z nejlepších lososových řek na světě. V roce 1979 se na řece začala stavět vodní elektrárna. Tato stavba vyvolala obavy místních obyvatel o zachování přítomnosti lososů v řece a stala se předmětem vleklého sporu za občanská práva Saámů. Následovaly dlouhé měsíce nenásilných protestů na jejichž konci byl založen parlament Saámů, který rozhoduje o jejich záležitostech. Elektrárna byla nakonec postavena, na přítomnost lososů v řece neměla žádný vliv.
V roce 1999 byla Alta povýšena na město.

## Ekonomika

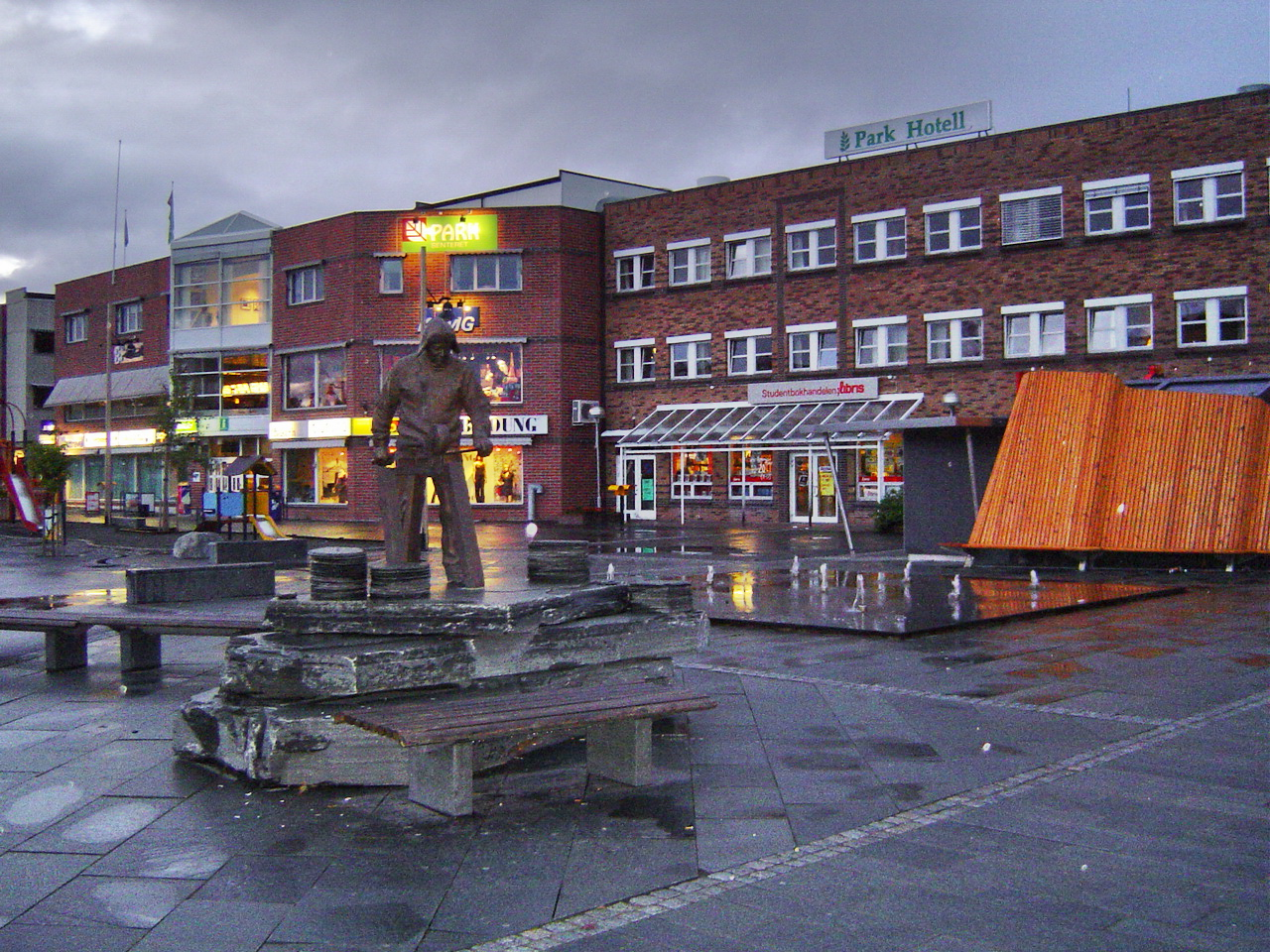
Socha dělníka v centru Alty

Největší význam pro ekonomiku Alty má obchod, lehký průmysl a služby. Zhruba 15 kilometrů na jih od města se nachází známý břidlicový lom.

## Doprava
Alta je také dopravní centrum oblasti díky svému letišti, které jen v roce 2004 odbavilo přes 308 000 pasažérů. Nachází se zde také přístaviště a městem se táhne silnice E6, která protíná celé Norsko.

## Slavní rodáci
- Egil Rasmussen (1903 – 1964) – norský spisovatel
- Klaus Pettersen – norský fotbalista
- Bjørn Wirkola – norský skokan na lyžích
- Terje Martenson Jensen

## Partnerská města
- Apatity, Rusko